# Орловская Балка
Орловская Балка — посёлок в Кашарском районе Ростовской области.
Входит в состав Верхнесвечниковского сельского поселения.

## География
В посёлке имеется одна улица: Степная.

## Население
| 2010 |
| ---- |
| 33   |